# Флоріян (Гребницький)
Митрополи́т Флорія́н Гребни́цький гербу Остоя (1683 — 18 липня 1762) — єпископ Руської унійної церкви; з 16 грудня 1748 року митрополит Київський, Галицький і всієї Русі — глава Руської унійної церкви (12-ий з черги).

## Біографічні відомості
Народився в сім'ї Михайла Гребницького — скарбника Вітебського воєводства. У 1699 році стає монахом-василіянином, пізніше закінчує католицьку духовну семінарію у Вільнюсі. 1707 року — стає магістром філософії, в 1710 р. — доктором теології. До 1712 р. викладає філософію в Жировицькому монастирі, пізніше проповідує в Полоцьку, стає настоятелем у Вільнюсі, Вітебську.
З 1716 року — греко-католицький єпископ Вітебська, з 1717 р. — архієпископ Полоцький. Вересень 1720 р. — учасник Синоду в Замості, скріпляє підписом прийняті рішення (як 4-й за рангом ієрарх). 1726 року митрополит Л. Кішка призначив, щоправда, без успіху, його своїм коад'ютором.

### Обрання Митрополитом
1742 року Теодосій (Рудницький) за підтримки Генріха Брюля, Чорторийських розпочав старання про призначення на посаду коад'ютора митрополита Київського з правом наступництва, однак без успіху. Після смерті митрополита Атанасія Шептицького (між 30.11–10.12) 1746 року Теодосій (Рудницький) отримав від короля 28 січня 1747 р. призначення Київським митрополитом. За даними Людоміра Бєньковського, «камарилья двору» підтримувала Т. Рудницького, його противником був, зокрема, нунцій, який сам призначив Ф. Гребницького адміністратором митрополії УГКЦ. Т. Рудницькому закидали «ортодоксальність», контакти зі «схизматиками» в Києві, порушення процедури входження на посаду. У Новогрудку 19 червня 1747 Ф. Гребницького обрали адміністратором митрополії УГКЦ більшістю голосів єпископів (Теодосій Рудницький отримав 0). «Протектори» Т. Рудницького (міністри, канцлер та підканлер коронні) під час перемовин з нунцієм сказали, що порушили процедуру через небажання йти на конфлікт з королем. Після «сугестії» придворних Папа 4 квітня 1748 видав бреве для короля, в якому сказав, що вибір митрополита Ф. Гребницького єпископами має тільки рекомендаційний характер, не применшує право короля призначати на посаду свою кандидатуру. Теодосій Рудницький зрікся королівської номінації. 5 січня 1748 року Ф. Гребницький отримав призначення на посаду Київського митрополита від короля за сприяння кардинала Аннібале Альбані — «протектора Польщі» — від імені Папи.